# Vadonia bittisiensis
Vadonia bittisiensis är en skalbaggsart som beskrevs av Louis Alexandre Auguste Chevrolat 1882. Vadonia bittisiensis ingår i släktet Vadonia och familjen långhorningar. Inga underarter finns listade i Catalogue of Life.